# Pracht-Lilie

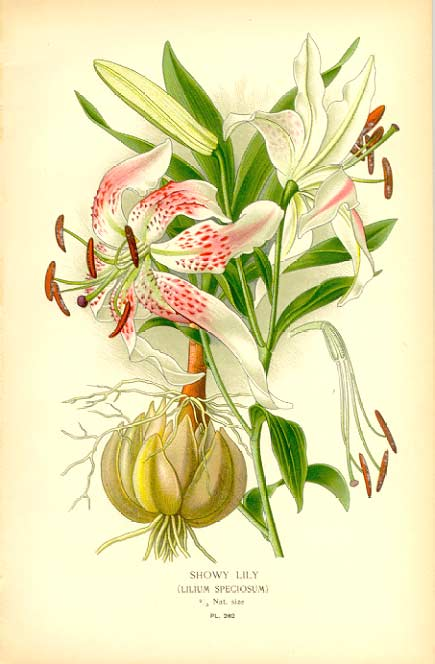
Prachtlilie (Lilium speciosum), Illustration

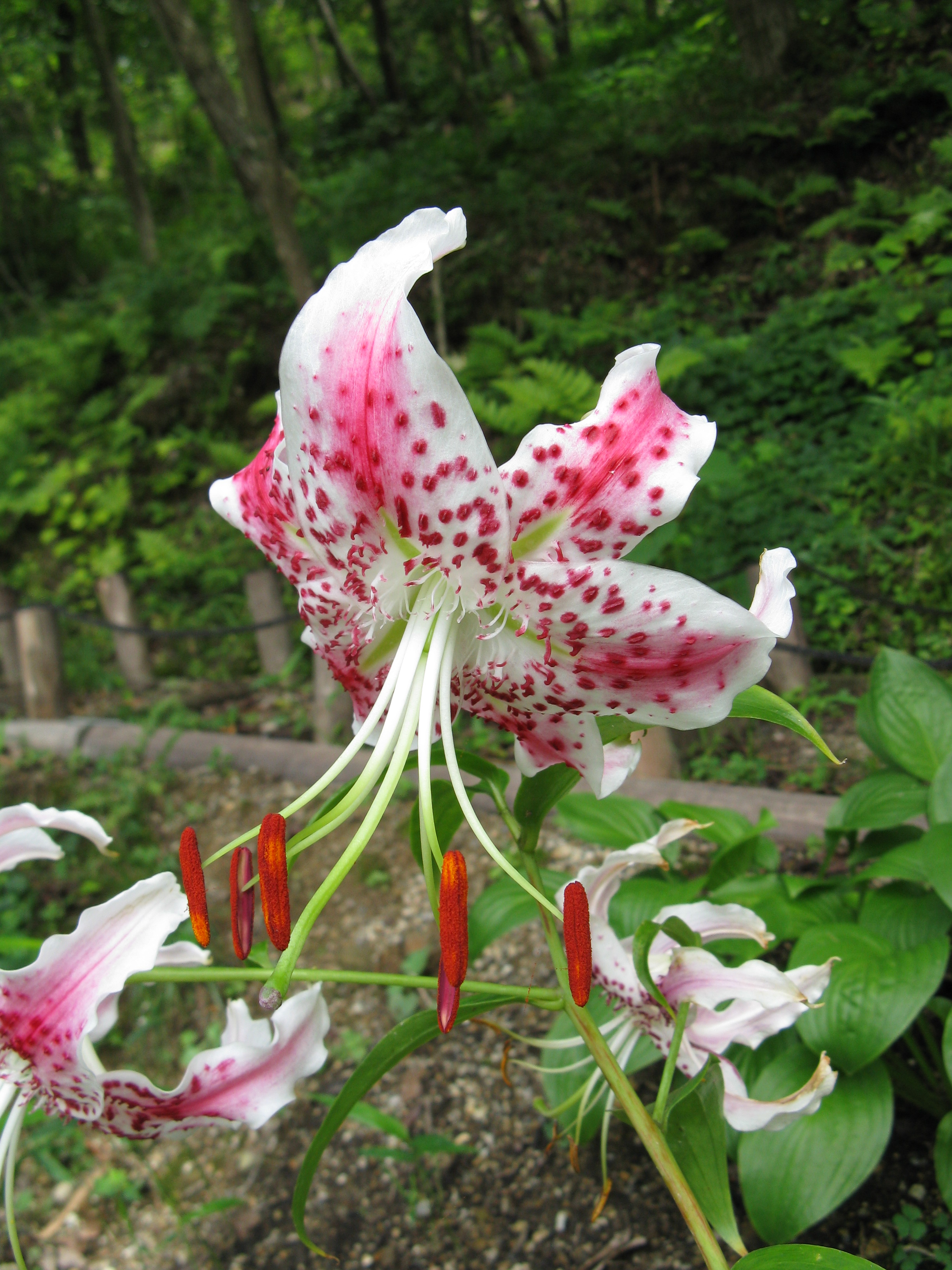
Blüte von Lilium speciosum var. clivorum

Die Prachtlilie (Lilium speciosum) ist eine Art aus der Gattung der Lilien (Lilium) in der orientalischen Sektion innerhalb der Familie der Liliengewächse (Liliaceae).

## Beschreibung
Die Prachtlilie erreicht eine Wuchshöhe von 60 cm bis 180 cm und wird bis zu 25 cm breit. Die Zwiebeln sind rundlich und erreichen einen Durchmesser von etwa 6 cm. Sie sind mit weißen lanzettförmigen Schuppen überzogen.
Der Stängel ist hart, glatt und gerade. Die Blätter sind lanzett- bis löffelförmig, zwischen 7 und 18 cm lang und 1 bis 5 cm breit. Sie sind über den Stängel verteilt. Die Blätter sind parallelnervig, zum Rand hin papillös.
Die Pflanze blüht von Juli bis September mit einer bis 5  – in Kultur auch bis zu 15 – Türkenbundförmigen Blüten. Diese stehen nickend in einer Rispe und duften süßlich, vergleichbar mit Honig. Die Blüten bestehen aus sechs stark zurückgebogenen Blütenblättern. Diese teilen sich in drei Kron- und drei Kelchblätter, welche sich sehr ähnlich sehen, also ein Perigon bilden. Die Farbe der Blüten variiert von weiß bis dunkelrosa, mit dunklen purpurnen Punkten und purpurnen Papillen. Die Antheren und Pollen sind purpurbraun, die Filamente grün und die Staubblätter auseinanderragend. Die einzelnen Blüten erreichen einen Durchmesser von 10 cm bis zu 15 cm.
Die Samen reifen von Oktober bis November und keimen verzögert-hypogäisch nach einem kalt-warm Zyklus.
Die Chromosomenzahl beträgt 2n = 24.

## Verbreitung
Die Pflanze ist ursprünglich auf Kyūshū und Shikoku in Japan endemisch. Sie kommt allerdings auch auf Taiwan und in der Volksrepublik China vor.
Die Prachtlilie wächst auf nassen Wiesen oder feuchten Stellen an Waldrändern. Die Zwiebeln können im gefrorenen Boden Temperaturen von bis zu −5 °C überleben.

## Taxonomie und Systematik
Die Prachtlilie wurde 1794 durch Carl Peter Thunberg in Transactions of the Linnean Society of London Band 2, Seite 332 als Lilium speciosum erstbeschrieben.
Neben der Nominatform Lilium speciosum var. speciosum existieren die Varietäten oder Formen:
- Lilium speciosum var. album (Mast.) G.F.Wilson: Blüten weiß, zur Basis hin grünlich überlaufen.
- Lilium speciosum var. album novum: wie Lilium speciosum var. album, aber mit größeren Blüten
- Lilium speciosum var. gloriosoides Baker: schmalere Tepale, zur Basis hin purpurn überlaufen, auf Taiwan und in China endemisch
- Lilium speciosum f. kraetzeri Duch. ex Baker: reinweiße Tepalen mit grünem Mittelstreifen
- Lilium speciosum var. rubrum Lem.: tief purpurne Blüten, wird sehr häufig für Züchtungen verwendet
- Lilium speciosum var. clivorum S.Abe & Tamura: kleinere Variante mit etwas helleren Blüten.

## Verwendung
Die Zwiebel der Lilie ist gekocht genießbar. Sie ist sehr stärkehaltig und im Geschmack der Knolle einer Kartoffel (Solanum tuberosum) ähnlich.
Die Prachtlilie ist sehr beliebt und wurde intensiv für Züchtungen verwendet. Somit sind Zuchtsorten in vielen Gärten heimisch.